# Баријум-сулфид
Баријум-сулфид је хемијско неорганско једињење хемијске формуле BaS.

## Добијање
У већим количинама се добија редукцијом барита
{\displaystyle {\ce {BaSO_4 + 2C -> BaS + 2CO_2}}}

## Својства
Баријум-сулфид је жућкастозелени прах. У присуству незнатних трагова примеса показује изразиту фосфоресценцију, баш као и калцијум-сулфид. Баријум-сулфид је, попут калцијум-сулфида отрован јер у контакту са водом ослобађа водоник-сулфид.

## Употреба
Од њега се добијају друга баријумова једињења, а много се употребљава за производњу литопона. Некада се употребљавао за прављење луминисцентних боја. На кожи узрокује депилацију јер раствара стабло длаке.